# مقاطعة ويلز (داكوتا الشمالية)
ويلز (بالإنجليزية: Wells)‏ هي إحدى مقاطعات ولاية داكوتا الشمالية في الولايات المتحدة الأمريكية.